# 11081 Persäve
11081 Persäve (tên chỉ định: 1993 FA13) là một tiểu hành tinh vành đai chính. Nó được khám phá thông qua Uppsala-ESO Survey of Asteroids và Comets ở Đài thiên văn La Silla ở Chile ngày 21 tháng 3 năm 1993. Nó được đặt theo tên Per Arvid Säve, a 19th-century educator thuộc Visby, Sweden.